# Distretto di Santiago (Veraguas)
Il distretto di Santiago è un distretto di Panama nella provincia di Veraguas con 88.997 abitanti al censimento 2010

## Geografia antropica

### Suddivisioni amministrative
Il distretto è suddiviso in dodici comuni (corregimientos):
- Santiago de Veraguas
- La Colorada
- La Peña
- La Raya de Santa María
- Ponuga
- San Pedro del Espino
- Canto del Llano
- Los Algarrobos
- Carlos Santana Ávila
- Edwin Fábrega
- San Martín de Porres
- Urracá